# Psicologia cognitiva

Schema teorico del cognitivismo, con lo stadio di elaborazione interposto tra le informazioni in entrata e le informazioni in uscita

La psicologia cognitiva, anche detta cognitivismo, è una branca della psicologia applicata allo studio dei processi cognitivi, teorizzata a partire dagli anni 1960, che ha come obiettivo lo studio dei processi mentali mediante i quali le informazioni vengono acquisite dal sistema cognitivo, elaborate, memorizzate e recuperate. La cosiddetta "rivoluzione cognitiva" rimpiazzò l'orientamento teorico allora prevalente, il comportamentismo, che invece teorizzava la non indagabilità dei processi mentali, e l'associazione diretta tra stimolo e risposta.

## Descrizione
Essa studia la mente come elemento intermedio tra il comportamento e l'attività cerebrale prettamente neurofisiologica. Il modello di funzionamento è assimilato (metaforicamente) a quello di un software che elabora informazioni provenienti dall'esterno (input), restituendo a sua volta informazioni (output) sotto forma di rappresentazione della conoscenza, organizzata in reti semantiche e cognitive. 
Quindi, la mente riceve delle informazioni in entrata (input = che entra); successivamente questi dati rielaborati e semplificati dalla mente, vengono restituiti sotto forma di informazioni in uscita (output = che esce). La percezione, la sensazione, l'impressione, il pensiero, l'apprendimento, il ragionamento, la risoluzione dei problemi, la memoria, l'attenzione, il linguaggio e le emozioni sono processi mentali studiati dalla psicologia cognitiva.
Il costruttivismo è stato spesso considerato come una corrente del cognitivismo, pur mantenendo una sua autonomia; alcuni dei suoi assunti epistemologici di base sembrano però significativamente differenti da quelli tradizionali del cognitivismo (George Kelly, fondatore della psicologia dei costrutti personali, amava ripetere: "sfatiamo il mito che il costruttivismo sia collegato al cognitivismo").

## Storia
La psicologia cognitiva nasce verso la fine degli anni cinquanta come critica al comportamentismo. Quest'ultimo aveva gettato le basi per una psicologia fondata empiricamente. Il cognitivismo accetta il rigore metodologico del comportamentismo. Entrambe le discipline, infatti, hanno un'impostazione di tipo naturalistico, nel comune intento di assimilare lo studio della mente umana alle scienze naturali.
La seconda metà degli anni cinquanta vide non solo il fiorire di nuove impostazioni teoriche e procedure sperimentali, ma anche la diffusione di una prospettiva differente da quella comportamentista, dominante negli Stati Uniti: la prospettiva della psicologia cognitiva o del cognitivismo. Vi confluirono i contributi di discipline diverse: oltre alla psicologia sperimentale di impronta neocomportamentista, la linguistica, la teoria dell'informazione e la cibernetica, le neuroscienze e la filosofia della mente.
Si considera abitualmente come "data di nascita" del movimento cognitivista il Convegno di Boulder (Colorado) del 1955, anche se alcuni fanno retrocedere questa data al lavoro di Claude Shannon sulla teoria dell'informazione del 1948, od anche ai lavori del russo Lev Semënovič Vygotskij nel 1930.
Oltre all'impostazione interdisciplinare, la psicologia cognitiva aveva altri aspetti caratteristici.
In primo luogo, si interessava dei processi cognitivi (la percezione, l'attenzione, la memoria, il linguaggio, il pensiero, la creatività), che erano stati trascurati dai comportamentisti o considerati come dei prodotti dell'apprendimento. A questi processi venivano riconosciute sia un'autonomia strutturale sia interrelazione e interdipendenza reciproche.
Un'altra importante caratteristica della psicologia cognitiva è che la mente è concepita come un elaboratore di informazione, avente un'organizzazione prefissata di tipo sequenziale e una capacità limitata di elaborazione lungo i propri canali di trasmissione. L'analogia tra mente e calcolatore era basata sulle nozioni di informazione, canale, sequenza di trasmissione ed elaborazione dell'informazione, strutture di entrata (input) e uscita (output) dell'informazione dell'elaboratore, strutture di memoria.
Per spiegare tale organizzazione strutturale e funzionale si diffuse l'uso di diagrammi di flusso, formati da unità (scatole) e aventi ciascuna compiti definiti (percezione, attenzione, ecc.) e da vie di comunicazione.

### Modelli cognitivi

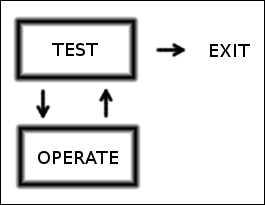
Modello TOTE: Test-Operate-Test-Exit (verificare, eseguire, verificare, terminare), esposto nel testo Piani e struttura del comportamento di Miller, Pribram, Galanter.

Nei primi modelli cognitivistici, l'elaborazione dell'informazione era concepita come un processo che avviene per stadi consecutivi: terminate le operazioni proprie di uno stadio si passa al successivo, e così via. Negli anni '70 furono presentati nuovi modelli che mettevano in evidenza sia la possibilità di retroazione di uno stadio di elaborazione su quelli precedenti, sia la possibilità che si attivassero le operazioni di uno stadio successivo senza che quelli precedenti avessero già elaborato l'informazione per quanto li riguardava.
Un altro aspetto importante fu l'accentuazione del carattere finalizzato dei processi mentali. Il comportamento veniva ora concepito come una serie di atti guidati dai processi cognitivi ai fini della soluzione di un problema, con continui aggiustamenti per garantire la migliore soluzione. La nozione di “retroazione”, feedback, sviluppata dalla cibernetica divenne centrale in questa concezione del comportamento orientato verso una meta. Lo psicologo sperimentale del linguaggio George Armitage Miller, con le sue opere determinò un'autentica svolta nella rappresentazione del comportamento: il comportamento era visto come il prodotto di una elaborazione dell'informazione, quale è compiuta da un calcolatore, per lo svolgimento di un piano utile alla soluzione del problema.
Il comportamento non era quindi l'epifenomeno di un arco riflesso (input sensoriale, elaborazione, output motorio), ma il risultato di un processo di continua verifica retroattiva del piano di comportamento secondo l'unità TOTE (test, operate, test, exit): l'atto finale (exit) non consegue direttamente ad un input sensoriale o a un comando motorio, ma è il risultato di precedenti operazioni di verifica (test) delle condizioni ambientali, di esecuzione (operate) intermedie e di nuove verifiche (test).
Nel 1967 uscì il libro Cognitive Psychology dello psicologo statunitense Ulric Neisser nel quale venivano sintetizzate le ricerche condotte nei dieci anni precedenti secondo la prospettiva che fu definitivamente chiamata appunto cognitivistica. La letteratura sperimentale sui processi cognitivi crebbe a dismisura sostituendo le prospettive passate con la nuova prospettiva che si diffuse anche in campo della psicologia sociale e della psicopatologia. È comprensibile quindi che nei primi anni '70 si parlasse ormai di rivoluzione cognitivistica nella ricerca psicologica.

### La revisione degli anni '70
A partire dalla seconda metà degli anni settanta ebbe inizio un'opera di revisione teorica e metodologica all'interno del cognitivismo, che arrivò fino ad una parziale autocritica su quanto era stato acquisito nel decennio precedente. Fu ancora Neisser a riassumere in un testo del 1976 gli aspetti problematici essenziali emersi nella letteratura psicologica cognitivistica.
Neisser affermava che il cognitivismo aveva apportato nuovi e importanti contributi alla comprensione dei processi cognitivi, ma allo stesso tempo era degenerato in una miriade di esperimenti e di mode, spesso privi di effettivo valore euristico. Si trattava di modelli generalmente relativi a situazioni di laboratorio e non estrapolabili a situazioni di concreto funzionamento della mente nella vita quotidiana ("wild cognition"); inoltre, avevano un interesse più teorico che realmente applicativo.
Neisser faceva un continuo riferimento all'impostazione teorica di James Jerome Gibson (approccio ecologico), che aveva una concezione cognitivistica di una costruzione della realtà esterna da parte della mente, secondo un'organizzazione sequenziale dell'elaborazione dell'informazione, stadio per stadio, ora invece criticata in base all'assunto che l'organismo nel corso dell'evoluzione si è dotato di sistemi sempre più economici e adeguati che consentono un'analisi diretta e immediata della realtà.
Il richiamo alla validità ecologica degli esperimenti cognitivistici; la critica alla modellistica dei microprocessi e micromodelli all'infinito (le unità di elaborazione contenevano delle sotto-unità di elaborazione, e queste a loro volta delle altre, e così via: si trattava dei temi classicamente analizzati negli studi di HIP - Human Information Processing, in italiano elaborazione umana dell'informazione); l'esigenza di introdurre nel flusso dell'elaborazione dell'informazione processi relativamente trascurati, come la coscienza e la produzione di immagini; le innovazioni nel campo dell'informatica e della simulazione su calcolatore dei processi mentali; le nuove acquisizioni nel campo delle neuroscienze; tutti questi furono elementi fondamentali che attenuarono l'interesse per il cognitivismo "classico", o primo cognitivismo, già a partire da metà degli anni ottanta.

### Il nuovo orientamento
Non vedendo realizzata effettivamente una vera e propria rivoluzione paradigmatica, nei primi anni '80 molti psicologi finirono con lo sminuire la rilevanza teorica e metodologica del cognitivismo, arrivando fino a ritenerlo una continuazione, anche se in forma più sofisticata, del comportamentismo. Si diceva che aveva solo aggiunto dei processi intermedi tra lo stimolo e la risposta, ma il paradigma rimaneva sempre quello comportamentista. In questo contesto di riflessioni autocritiche da una parte e di nuove acquisizioni in discipline di confine dall'altra, si sviluppò il nuovo orientamento della “Scienza Cognitiva”.

### Il cognitivismo dagli anni '90
La psicologia cognitiva si è evoluta dagli anni '90 in una scienza fortemente multidisciplinare, che si avvale dei metodi, degli apparati teorici e dei dati empirici di numerose discipline, tra le quali: la psicologia, la linguistica, le neuroscienze, le scienze sociali e della comunicazione, la biologia, l'intelligenza artificiale e l'informatica, la matematica, la filosofia e la fisica.
Dal punto di vista filosofico, la psicologia cognitiva assume la posizione ontologica del realismo critico, secondo la quale viene accettata l'esistenza di una realtà esterna strutturata, ma allo stesso tempo viene rifiutata la possibilità di conoscerla completamente. Questa premessa teorica lo distingue nettamente dal movimento comportamentista: l'oggetto di studio non è più (soltanto) il comportamento umano, bensì gli stati o processi mentali, precedentemente considerati interni ad una black box (o scatola nera) insondabile e non conoscibile scientificamente.
Tale presa di posizione nei confronti dello studio dell'attività mentale si traduce concretamente nell'affermarsi della concezione di comportamento umano come risultato di un processo cognitivo di elaborazione delle informazioni articolato e variamente strutturato (information processing).
Gli esiti più recenti dell'analisi dei processi cognitivi, incentrano queste dinamiche nei contesti sociali in cui si sviluppa il pensiero. Questo approccio basato sul cognitivismo, definito come teoria sociale cognitiva, studia infatti l'interazione tra cognizione e contesto sociale. La teoria sociale cognitiva riveste un ruolo molto importante sul versante di studio della personalità. Una elevata importanza in questo nucleo teorico è attribuita alle riflessioni di Albert Bandura. Dai concetti elaborati da Bandura, hanno preso il via numerosi altri ricercatori, costituendo una corrente di pensiero che prende le mosse dal cognitivismo, costruendo un'analisi dei processi cognitivo-emotivi, incentrata sui contesti sociali che vedono tali processi esprimersi attraverso le condotte.
In linguistica, la psicologia cognitiva ha portato a molti passi avanti per capire i meccanismi di comprensione del testo, per esempio con i lavori di Walter Kintsch.
Un altro punto di riferimento nel panorama del cognitivismo contemporaneo è, nel campo della psicologia e della psicoterapia, il cognitivismo post-razionalista di Vittorio Guidano. Egli, rielaborando i contributi teorici e sperimentali offerti da numerose altre discipline, apporta importanti contributi allo studio dell'evoluzione della mente umana, con risvolti innovativi nei campi dell'epistemologia, della psicologia sperimentale e della psicopatologia.

## Critiche
Il cognitivismo classico è messo in discussione dalla nuova teoria della cognizione incarnata, che mette in discussione la linearità dei processi cognitivi nonché la centralità della cognizione evidenziata nello schema a inizio voce, criticato dalla filosofa Susan Hurley con la metafora del sandwich.